# Kazuki Akane
Kazuki Akane (赤根和樹, Akane Kazuki) est un réalisateur de série et de film d'animation (anime) né le 24 mars 1962 à Osaka au Japon. 

## Biographie
Kazuki Akane nait à Osaka dans la préfecture d'Osaka mais grandit dans la ville voisine de Nara. Après avoir été diplômé de l'Université de technologie de Chiba, Kazuki Akane intègre le studio Sunrise en tant qu'assistant à la production. À partir de la fin des années 1980, Kazuki Akane est propulsé directeur d'épisodes et storyboarder et travaille sur de nombreuses productions de Sunrise. En 1996, il passe à la réalisation sur la série Vision d'Escaflowne qui sera un grand succès. C'est également sur cette série qu'il collabore pour la première fois avec Shōji Kawamori, responsable du scénario. 
Il continue de travailler encore quelques années chez Sunrise en réalisant quelques storyboards et un film, Escaflowne - Une fille sur Gaïa, mais finalement Kazuki Akane part rejoindre en 2000 Shōji Kawamori chez Satelight où celui-ci est directeur exécutif. Il y réalise ses trois prochaines séries, Geneshaft (2001), Heat Guy J (2002-2003), Noein(2005-2006). Mais récemment, il s'est tourné vers le jeune studio A-1 Pictures pour produire sa nouvelle série, Birdy the Mighty.

## Participations
Les œuvres surlignées en gras sont les projets où il est le réalisateur

### Séries télévisées
- Mobile Suit Zeta Gundam (mar 1985 - fév 1986) - Assistant à la production
- Mobile Suit Gundam ZZ (mar 1986 - janv 1987) - Assistant à la production
- Les Samouraïs de l'Éternel (avr 1988 - avr 1989) - Directeur d'épisode (ep 22,30,35), Storyboard (30,35)
- Jushin Liger (mar 1989 - janv 1990) - Directeur d'épisode, Storyboard
- Dragon Quest (déc 1989 - sept 1990) - Storyboard
- Future GPX Cyber Formula (Mars 1991 - déc 1991) - Directeur d'épisode, Storyboard
- Mama wa Shōgaku Yonensei (janv 1992 - déc 1992) - Directeur d'épisode, Storyboard
- Crayon Shin-chan (avr 1992 - en cours) - Storyboard (uniquement en 1992)
- Tsuyoshi Shikkari Shinasai (oct 1992 - déc 1994) - Storyboard (uniquement en 1992)
- Hime-chan no Ribon (oct 1992 - déc 1993) - Directeur d'épisode, Storyboard
- Shippū!Iron Leaguer (avr 1993 - mar 1994) - Directeur d'épisode, Storyboard
- Vision d'Escaflowne (mar 1996 - avr 1996) - Réalisateur, Storyboard (ep 1,9,24,25,26), Directeur d'épisode (ep 24)
- Brain Powerd (avr 1998 - nov 1998) - Storyboard (ep 17,24)
- Cowboy Bebop (avr 1998 - avr 1999) - Storyboard (ep 3)
- Turn A Gundam (avr 1999 - avr 2000) - Storyboard (ep 43)
- Karakuri kiden Hiwou senki (oct 2000 - mai 2001) - Storyboard
- Geneshaft (avr 2001 - juin 2001) - Réalisateur, Scénariste, Storyboard (ep 1 à 3, 13)
- Heat Guy J (oct 2002 - mars 2003) - Réalisateur, Scénariste en chef, Storyboard (ep 1,4,EX,25)
- Samurai Champloo (mai 2004 - mars 2005) - Storyboard (ep 2, 7)
- Sousei no Aquarion (avr 2005 - sept 2005) - Storyboard (ep 2)
- Noein (oct 2005 - mar 2006) - Réalisateur, coscénariste, Storyboard (ep 1, 16, 24), Directeur d'épisode (ep 24)
- Ergo Proxy (fév 2006 - juil 2006) - Storyboard (ep 20)
- Macross F (avr 2008 - sept 2008) - Storyboard (ep 4)
- Birdy the Mighty (juil 2008 - sept 2008) - Réalisateur, Storyboard (ep 1,11,13), Directeur d'épisode (ep 1)
- Birdy the Mighty 2 (janv 2009 - mar 2009) - Réalisateur, Storyboard (ep 1), Directeur d'épisode (ep 1)

### Films
- Mobile Suit Gundam: Char's Counterattack (1988) - Assistant à la production
- Mobile Suit Gundam F91 (1991) - Assistant à la réalisation
- Escaflowne - Une fille sur Gaïa (2000) - Réalisateur, coscénariste

### OAV
- Mobile Suit Gundam 0083 : Stardust Memory  (1991 - 1992) - Storyboard (OAV 4,7,11), Directeur d'épisode (OAV 9,11)
- Baldr Force (2007) - Storyboard (OAV 2,4)
- Code Geass Gaiden: Akito the Exiled (2012-en cours) - Réalisateur, co-scénariste.